# Теракт в Таразе
Террористический акт в городе Тараз (Казахстан, 12 ноября 2011 года) — террористический акт, совершённый последователем джихадизма на юге Казахстана. В результате погибли 7 человек, в том числе 5 сотрудников правоохранительных органов и 2 мирных жителя, ещё два полицейских и случайный прохожий получили ранения.

## События
Местное время идёт по часовому поясу (UTC+6). 12 ноября в Таразе (Жамбылская область) гражданин Кариев Максат Кокшкинбаевич 1977 года рождения, являющийся приверженцем джихадизма, совершил ряд особо тяжких преступлений, повлёкших гибель семи человек, в том числе пяти сотрудников правоохранительных органов. Кроме того, ранено три сотрудника органов внутренних дел.
Кариев около 11 часов утра совершил вооружённое нападение на владельца автомобиля «Mazda 626», гражданина Закирова, и, угрожая оружием, связал его и завладел его автомобилем.
В 11.35 Кариев М. К. совершил нападение на оружейный магазин, убив из огнестрельного оружия охранника Вячеслава Федорченко и смертельно ранив случайного посетителя Оразбасова Нургали, завладев в магазине двумя единицами стрелкового оружия («Сайга» и «CZ») и боеприпасами. Затем Кариев вместе с заложником Закировым на большой скорости направляется в сторону железнодорожного вокзала. Кариев переходит железнодорожные пути и зайдя в первый попавшийся магазин на улице Приманова стреляет дважды и угоняет автомобиль «ВАЗ-21099». Владелец угнанного автомобиля «ВАЗ-21099» звонит в полицию, и сообщает об угоне своей машины. Из ДВД на место угона направили экипаж «Беркут-3», который оказал помощь потерпевшему и вместе с ним направляется на место проживания Кариева. Параллельно с этим, «Беркут-3» передаёт ориентировку на марку и государственный номер угнанной машины другим полицейским экипажам. В это же время Кариев заехал по месту своего проживания и убил двух сотрудников ДКНБ по Жамбылской области, которые осуществляли за ним наружное наблюдение, а после обстрелял патрульную автомашину преследующего его полицейского экипажа «Беркут-3», в результате которого он убил двух сотрудников управления специализированной службы охраны — сержантов полиции Аянкулова Полата и Байсеитова Жаксыбека, и забрал у них табельное оружие — автомат Калашникова, пистолет Макарова. Третий член экипажа - старший сержант полиции К. Мырзалиев выжил благодаря бронежилету и спас жизнь владельца угнанной автомашины.
Затем, по данным прокуратуры, Кариев взяв с собой гранатомёт РПГ-26, произвёл один выстрел из гранатомёта и несколько выстрелов из автоматического оружия по стенам и окнам здания областного ДКНБ. «В результате данного обстрела жертв и разрушений не причинено», — уточнил прокурор. Затем Кариев проехал ещё 700 метров, но застряв в автомобильной пробке возле здания Драматического театра бросает автомобиль и пытается скрыться пешком. Благодаря камере видеонаблюдения, преступника обнаруживает оператор ЦОУ и направляет конный патруль к Центральному стадиону. Скрываясь от патруля, Кариев в 12.45 ранил двух сотрудников конного полицейского патруля, В завязавшейся при задержании перестрелке был ранен старшина дорожной полиции Самат Алашев. Скрываясь в центре города, Кариев поворачивает в сторону здания Областного акимата, где в выходные бывает многолюдно. Но увидев две патрульные автомашины полиции, бежит в сторону улицы Айтиева. Возле магазина «Adidas», Кариева вновь обнаруживает камера видеонаблюдения ЦОУ. Кариев понимает что он окружён, и пешком ходит на оживлённой улице и использует граждан как «живой щит», чтобы полицейские не смогли открыть огонь из табельного оружия. Возле проспекта Абая Кариева обнаруживает командир 1-взвода отдельного батальона дорожной полиции ДВД - капитан полиции Газиз Байтасов и начинает преследование. Байтасов пытается припарковать спецавтомашину и пешком догнать Кариева, однако Кариев продолжает быстро передвигаться в сторону улицы Айтиева. Кариев с тротуара замечает преследующую его служебную автомашину дорожной полиции, и заранее выйдя на дорогу стреляет по ней из похищенного ПМ, так как на карабинах кончились патроны. Байтасов останавливает автомашину, уклоняется от пули и открывает ответный огонь из табельного оружия. Кариев отступает за стоящим сзади внедорожником. Байтасов обходит препятствие и прячется с другой стороны внедорожника. Кариев пытается зайти со спины Байтасова, но выйдя из укрытия, преступник и командир взвода выходят лицом-к-лицу из-за машины. От неожиданности Кариев ранит Байтасова в грудь, но капитан тоже успевает дважды ранить преступника в бедро. Капитан замечает в левой руке Кариева гранату, поэтому он приёмом рукопашного боя валит террориста на землю и  накрывает гранату своим телом с целью не допустить гибели простых граждан. в 12 часов 52 минуты 16 секунд по местному времени, происходит взрыв гранаты, в результате взрыва капитан полиции Газиз Байтасов погибает.

## Список убитых и раненых
| Имя                 | Описание | Статус                             |
| ------------------- | --- | ---------------------------------- |
| Вячеслав Федорченко | Охранник охотничьего магазина «Маке», вышел на работу 12 ноября. Получил огнестрельное ранение в туловище выстрелом из обреза. Первая жертва террориста Максата Кариева. | Убит                               |
| Нургали Оразбасов.  | Посетитель магазина «Маке». 12 ноября мужчина пошёл оплатить счета в отделение банка, но из-за большой очереди решил сходить в магазин «Маке». Получил ранение в грудь. | Скончался в карете «Скорой помощи» |
| Сергей Касьяненко   | Сотрудник областного КНБ. 12 ноября находился на службе. Осуществлял наблюдение за Кариевым. Кариев угнав автомобиль «ВАЗ-21099», приехал к себе домой и увидел преследующих сотрудников КНБ и произвёл 7 выстрелов в автомобиль сотрудников, из автомата «СZ». | Убит                               |
| Мухтар Халиев       | Сотрудник областного КНБ. Напарник Сергея Касьяненко. 12 ноября также находился на службе и осуществлял наблюдение за Кариевым. Вместе с напарником получил ранения в машине. | Убит                               |
| Жаксыбек Байсеитов  | Сотрудник УССО ДВД, сержант полиции и водитель полицейского экипажа «Беркут-3». Вместе с 2 напарниками вышел на службу 12 ноября. Экипаж вместе с владельцем угнанной машины направили на место жительства Кариева, но Кариев скрывающийся с места проживания, где убил ранее двух сотрудников КНБ, заметил полицейскую машину и открыл по ней стрельбу. Байсеитов и его напарник получили тяжёлые ранения. Второй напарник - ст. сержант Мырзалиев вместе с потерпевшим выйдя из машины и отстреливаясь, отходит в сторону железнодорожного пути. Мырзалиев получил ранения в туловище, но выжил благодаря бронежилету. Кариев подошёл к машине и в упор расстрелял в голову раненного Байсеитова и его напарника. | Убит                               |
| Полат Аянкулов      | Сотрудник УССО ДВД, старший сержант полиции и напарник Жаксыбека Байсеитова. Был ранен вместе с Байсеитовым и повторно расстрелян выстрелами в голову. | Убит                               |
| Малик Молдагасов    | Сотрудник конного полицейского патруля ДВД, стажёр конной полиции. Вместе с напарниками был направлен на преследование Кариева, который обстрелял здание КНБ и застряв в автомобильной пробке, бросает угнанный раннее автомобиль и пытается скрыться пешком. Молдагасов был сразу ранен Кариевым в правую руку и падает со служебного коня. | Выжил                              |
| Данияр Курманбаев   | Сотрудник конного полицейского патруля ДВД, сержант конной полиции и напарник Малика Молдагасова. Увидев что Молдагасов лежит на земле, конный кавалериец разворачивает лошадь и прикрывает напарника от пуль. Получил ранение в левую руку. | Выжил                              |
| Самат Алашев        | Инспектор 1-го взвода отдельного батальона дорожной полиции ДВД, старшина полиции. Алашев, увидя двух раненых конных полицейских, остановив патрульную машину выходит и открывает огонь из табельного оружия. Кариев выпускает автоматный огонь по сотруднику дорожной полиции, в результате которого Алашев получает ранение в правое бедро. | Выжил                              |
| Газиз Байтасов      | Командир 1-го взвода отдельного батальона дорожной полиции ДВД, капитан полиции. Байтасов преследует убегающего Кариева по улице Казыбек Би до улицы Айтиева. Кариев стреляет по патрульной машине управляющей Байтасовым. Капитан останавливается, выходит и вступает в перестрелку с Кариевым. Кариев отступает за стоящим сзади внедорожником, Байтасов прячется с другой стороны. Кариев выходит с укрытия и ранит командира взвода в грудь, но Байтасов успевает дважды ранить преступника в бедро и валит Кариева на землю. Кариев осуществляет самоподрыв - он привёл в действие гранату «РГД». | Погиб от взрыва гранаты            |
| Максат Кариев       | Террорист | Погиб от взрыва гранаты            |

## Личность Кариева
Максат Кокшкинбаевич Кариев родился 16 января 1977 года в селе Луговое Рыскуловского района Жамбылской области. Во время прохождения срочной службы (1995—1997 годах) в Вооруженных силах РК служил старшим стрелком. В разные периоды проживал в городах Алматы, Кокшетау, Атырау и Астане. Не работал и не учился. В Таразе вместе с женой поселился у своей матери. В последнее время работал в мебельном цехе. Для доступа к оружию пытался устроиться на работу в охранное агентство, но не сдал квалификационных экзаменов. Давно стоял на учёте в КНБ как приверженец джихадизма. По оперативной характеристике, Кариев имел неуравновешенный характер, в разговорной речи часто употреблял нецензурные выражения, отмечается его жестокость, неупорядоченность в принятии решений, наклонность уголовного преступника.

## Последствия
16 ноября группировка заявила, что теракт в Таразе показал, «что может сделать один человек», при этом ответственность за теракт «Солдаты Халифата» на себя не взяли. Однако глава МВД Казахстана Калмуханбет Касымов заявил, что следствие проверит причастность «Солдат» к терактам в Таразе. Также ГКНБ КР начал проверку причастности таразского джихадиста к террористам из Кыргызстана.
6 декабря 2011 года в отставку был отправлен начальник Департамента КНБ по Жамбыльской области Кайрат Байбараков. На посту начальника департамента его сменил Нурлан Карибжанов, первый заместитель начальника Департамента КНБ по городу Алматы.